# Bad Love (Eric Clapton)
Bad Love è un singolo del musicista britannico Eric Clapton, pubblicato nel 1990 ed estratto dall'album Journeyman.
La canzone è stata scritta da Clapton e dal musicista britannico Mick Jones, noto per essere il chitarrista dei Foreigner.

## Tracce
- 7" Vinile

1. Bad Love – 5:08 (Eric Clapton, Mick Jones)
2. Before You Accuse Me – 3:57 (Bo Diddley)

## Formazione
- Eric Clapton – voce, chitarra
- Phil Palmer – chitarra
- Alan Clark – tastiera
- Pino Palladino – basso
- Phil Collins – batteria, cori
- Katie Kissoon – cori
- Tessa Niles – cori

## Premi
- Grammy Award
  - 1991: "Miglior interpretazione vocale rock maschile" ("Best Rock Vocal Performance, Male")

## Classifiche
| Classifica (1990) | Posizione raggiunta |
| ----------------- | ------------------- |
| Regno Unito       | 25                  |
| Stati Uniti       | 88                  |